# سجل الوصول المفتوح لمستودعات الولايات والسياسات
سجل الوصول المفتوح لمستودعات الولايات والسياسات هو موقع ويب من نوع قاعدة بيانات على النت أنشئ في 2003، ومحتواه الأساسي حول وصول مفتوح وتفويض الوصول الحر وأرشيف مفتوح الوصول ‏.

## وصلات خارجية
- الموقع الرسمي